# Laurent Bottin
Laurent Joseph Bottin (ur. 6 kwietnia 1891 w Liège, zm. 3 listopada 1961) – belgijski zapaśnik walczący w stylu klasycznym. Olimpijczyk z Paryża 1924, gdzie zajął osiemnaste miejsce w wadze piórkowej.

## Turniej wParyżu 1924
| Konkurencja          | Walki                 | Walki                 | Klas. końcowa |
| Konkurencja          | Przeciwnik I          | Przeciwnik II         | Miejsce       |
| -------------------- | --------------------- | --------------------- | ------------- |
| 62 kg styl klasyczny | Marcel Capron (FRA) P | Erik Malmberg (SWE) P | 18.           |